# Luis Pescetti
Luis María Pescetti  (San Jorge, Santa Fe, 15 de enero de 1958) es un escritor, músico y cantante argentino. Ha publicado obras para niños y adultos.

## Trayectoria
Comenzó a trabajar en 1979 en espectáculos de café concert.
Es miembro fundador del Movimiento de la Canción Infantil Latinoamericana y del Caribe, creado en 1994.
En 1989, se radicó en México, donde condujo el programa Hola, Luis en Radio UNAM. Regresó a su país en 2001. Fue conductor de El vampiro negro, emitido por Radio Nacional, por el que recibió el premio Pregonero Radial de la Fundación El Libro en 2005.
Recibió el premio Casa de las Américas en 1997 por su novela El ciudadano de mis zapatos, el premio The White Ravens en los años 1998, 2001 y 2005 (otorgado por la Internationale Jugendbibliothek) y cinco premios Gardel.
En 2010 ganó el Grammy Latino al Mejor Álbum de música para niños, el Gran Premio ALIJA (IBBY Argentina) y el Premio Caniem por su libro Cartas al Rey de la cabina.
En 2011, recibió un premio Konex por sus trabajos en el ámbito de la literatura y música infantil y juvenil. Además, fue declarado Personalidad Destacada de la Cultura de la Ciudad de Buenos Aires, Visitante Ilustre de la Ciudad de Córdoba y Embajador Cultural de la Ciudad de San Jorge. En 2016, fue nombrado Amigo de las Bibliotecas Populares por la CONABIP.
En 2013, recibió el premio Destacados Alija en la categoría Poesía por Unidos contra Drácula.
En 2018, su serie de nueve libros infantiles Natacha fue  llevada al cine. La película, dirigida por Fernanda Ribeiz y Eduardo Pinto, está basada en los dos primeros libros de la serie y cuenta con cinco canciones originales de Pescetti.

## Libros
- Marito y el temible Puf vuelven a ganar otra vez.
- El pulpo está crudo. Primer recopilatorio de doce cuentos infantiles breves en tono humorístico, ilustrados por Sergio Kern (1990) y M-G O'Kiff (2002).[22]
- Casas y terrenos.
- Caperucita Roja (tal como se lo contaron a Jorge).
- Historias de los señores Moc y Poc.
- Natacha.
- Frin.
- ¡Buenísimo, Natacha!.
- Mamá, ¿por qué nadie es como nosotros?.
- Nadie te creería.
- Chat, Natacha, chat.
- Bituín bituín Natacha (incluye el cuento "La tarea según Natacha", publicado en la colección sobre los derechos del niño que editó Alfaguara junto a Unicef en el año 2000).[23]
- La Mona Risa (antología de narrativa de humor).
- Lejos de Frin.
- Querido diario.
- No quiero ir a dormir (cancionero).
- La enciclopedia de las Chicas Perla.
- Te amo, lectura (Natacha).
- Cartas al Rey de la Cabina.
- Nuestro planeta, Natacha.
- Unidos contra Drácula.
- Alma y Frin.
- Niños: guía del usuario (Natacha).
- Magia todo el día[24]
- Botiquín emocional
- Mío y No mío, marzo 2022

### Para adultos
- Ámame eternamente y vamos viendo (originalmente bajo el título "¡Qué fácil es estar en pareja! (18.379 consejos básicos)")
- El ciudadano de mis zapatos.
- Neuróticos on line (correo electrónico entre Rudy y Luis María Pescetti).
- La vida y otros síntomas (en coautoría con Rudy).
- Copyright (en coautoría con Jorge Maronna, integrante de Les Luthiers).
- Una Que Sepamos Todos[25]

### Para docentes
- Juegos de lectura en voz alta
- Taller de animación y juegos musicales
- Taller de animación musical y juegos
- La fábrica de chistes

## Discografía
- El vampiro negro (1999)
- Casette pirata (2001)
- Antología de Luis Pescetti (2003)
- Bocasucia (2004)
- Qué público de porquería (2005)
- Inútil insistir (2008)
- Cartas al Rey de la Cabina, con Juan Quintero (2010)
- Tengo mal comportamiento (2011)
- Él empezó primero (2013)
- Nuevas cartas al Rey de la Cabina y Anita, mi amor, con Juan Quintero (2016)
- Textos tecleados (con Lito Vitale) (2016)
- Queridos (2017)[24]

## Videografía
- No quiero ir a dormir
- Luis te ve
- Cartas al Rey de la Cabina
- Nuevas Cartas al Rey de la Cabina y Anita, mi amor, con Juan Quintero (2016)
- Textos tecleados (con Lito Vitale) (2016)

## Otras participaciones
- Risas del viento (Magdalena Fleitas): cantante en "Yo tengo un auto".[26]
- Barcos y mariposas (Mariana Baggio y el grupo Barcos y mariposas): musicalización del poema  "Son para niños antillanos", de Nicolás Guillén.[27]
- 5×1=Pepe Frank: participación en el disco con el que el cantante mexicano Pepe Frank celebró sus 25 años de carrera.[28]
- Canciones colgantes (Los Musiqueros): letra y música de las canciones "Dulce de leche sin cáscara" y "Me va a nacer un hermanito".[29][30]